# Роберт Коженьовски
Роберт Марек Коженьовски (на полски: Robert Marek Korzeniowski, произношение) е полски състезател по спортно ходене.
Роден е на 30 юли 1968 година в Любачов, негова по-малка сестра е Силвия Коженьовска, също състезателка по спортно ходене. Коженьовски се състезава главно в спортното ходене на 50 километра, в което печели три олимпийски (в Атланта през 1996, Сидни през 2000 и Атина през 2004 година), три световни и две европейски титли. В Сидни е и олимпийски шампион в ходенето на 20 километра, като става първият спортист, спечелил на една Олимпиада състезанията на 50 и 20 километра.